# Ozotrioza laurinearum
Ozotrioza laurinearum är en insektsart som beskrevs av Jean-Jacques Kieffer 1905. Ozotrioza laurinearum ingår i släktet Ozotrioza och familjen spetsbladloppor. Inga underarter finns listade i Catalogue of Life.